# Хатсонвил (Илиноис)
Хатсонвил (енгл. Hutsonville) град је у америчкој савезној држави Илиноис.

## Демографија
По попису из 2010. године број становника је 554, што је 14 (-2,5%) становника мање него 2000. године.
| Група             | 2000.       | 2010.       |
| Белци             | 562 (98,9%) | 526 (94,9%) |
| Афроамериканци    | 1 (0,2%)    | 10 (1,8%)   |
| Азијати           | 0 (0,0%)    | 0 (0,0%)    |
| Хиспаноамериканци | 4 (0,7%)    | 7 (1,3%)    |
| Укупно            | 568         | 554         |